# Roséwijn

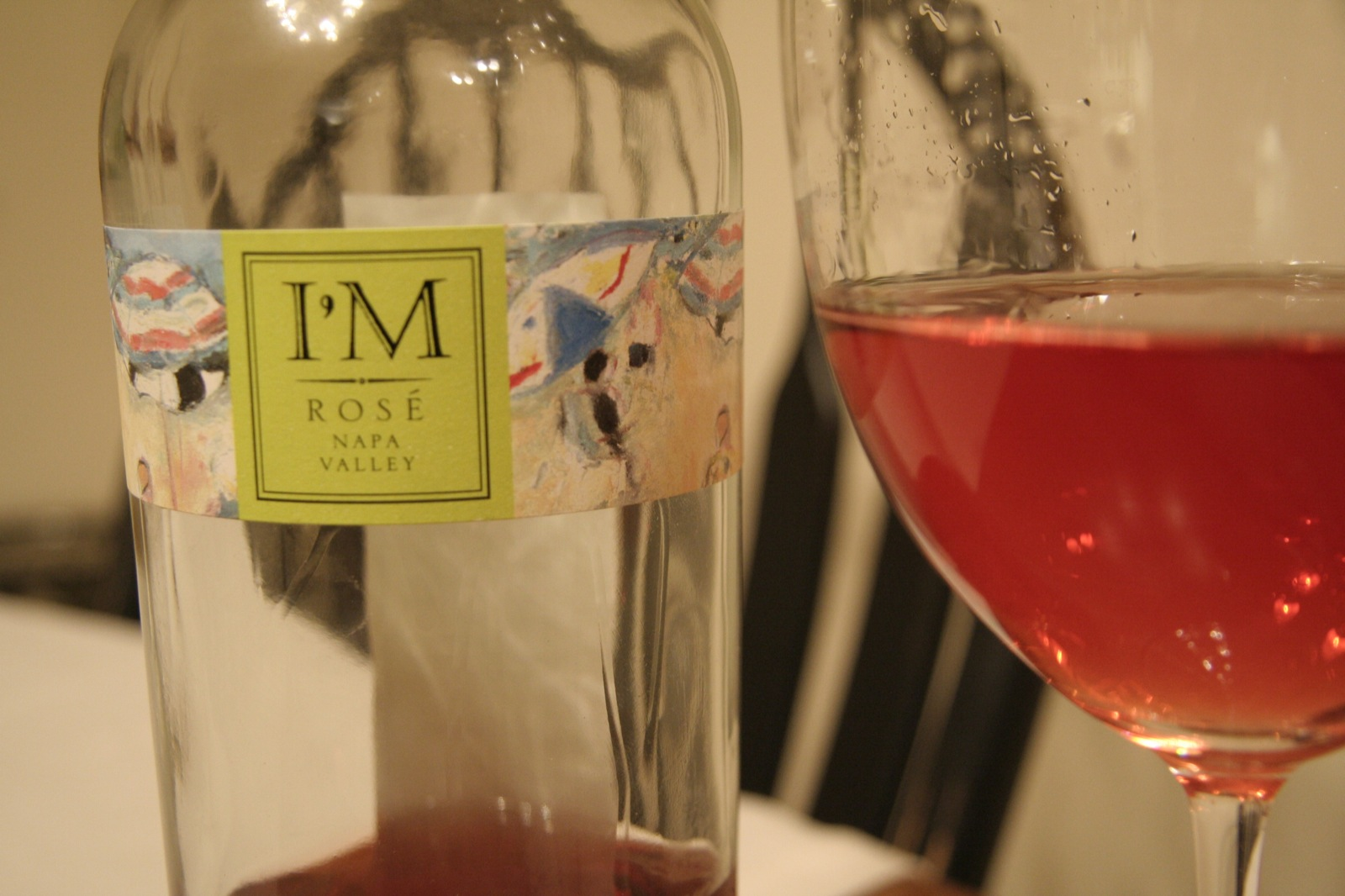
Roséwijn

Roséwijn, of kortweg rosé, is wijn die wordt gemaakt van blauwe druiven, soms in combinatie met witte druiven. De wijn krijgt zijn kleur doordat de schillen van de blauwe druiven minder lang bij het sap (de most) blijven dan bij de bereiding van rode wijn. 
Aan de wijn kan tijdens het afvullen van de flessen nog kooldioxide worden toegevoegd. Om deze kooldioxide niet te laten weglekken worden vaak schroefdoppen of lange kurken gebruikt om de fles af te sluiten. Roséwijn wordt gewoonlijk jong (minder dan twee jaar) gedronken.

## Productie
Tijdens traditionele vinificatie geven de schillen van de druiven na het kneuzen de hun kleurstof af aan het sap. 
Zodra de wijnmaker tevreden is over de tint worden de schillen en sap van elkaar gescheiden door de druiven voorzichtig te persen. Hoe langer de schillen en het sap contact hebben, des te donkerder wordt de kleur en des te krachtiger de smaak van de rosé, bijvoorbeeld bij Rotling, Schiller en siller. De beperkte hoeveelheid tannine in rosé maakt dat hij fris en licht is, maar toch met zekere stevigheid gedronken kan worden. Na het persen gaat de vergisting verder. 
Het is doorgaans niet geaccepteerd om een roséwijn te maken door rode en witte wijn te mengen. Dit geeft wellicht de kleur van rosé, maar niet de fruitige frisheid die kenmerkend is voor roséwijn. Binnen de Europese Unie mag alleen in de Champagnestreek rode wijn met witte wijn gemengd worden om er een roséchampagne van te maken.
Van de totale hoeveelheid wijn die er wereldwijd geproduceerd wordt, is het aandeel rosé nog geen 10%. Frankrijk is de grootste producent in de wereld met bijna 24 miljoen hl in 2011. Dat is ruim een kwart van de totale wereldwijde productie. Daarnaast worden ook in Portugal, Duitsland en Spanje relatief veel roséwijnen geproduceerd. Ook veel andere wijnstreken in de wereld hebben naast rode en witte wijnen wel een rosévariant.

### Frankrijk
De Provence is de grootste roséproducent van de wereld. De grootste appellation is AOP Côtes de Provence met zowel grote als kleine châteaus. Ook in andere regio's worden kwaliteitrosés gemaakt. Tavel is een kleine AOC nabij de Rhône. Hier worden merendeels kwaliteitsrosés gemaakt. Ook uit Anjou komt veel rosé waaronder ook enkele goede. 
De kleurvariant vin gris kent men onder meer in de Loirevallei en Jura. Men spreekt bij sommige wijnen ook weleens over vin pelure d’oignon, wijn met een uienkleur. In de Bourgognestreek kent men oeil-de-perdrix, de kleur van een patrijzenoog.

### Portugal
Uit vooral het noorden van Portugal komt eveneens veel roséwijn.

### Duitsland
Duitse roséwijnen zijn: Rotling, Schillerwein en Weissherbst.

### Spanje
In Spanje wordt vooral in de streken Navarra en in de Penedès roséwijn en rosé cava gemaakt.

### Kroatië
In Kroatië wordt vooral in Dalmatië en het oostelijk deel van Slavonië langs de Donau roséwijn gemaakt.

## Gebruik
Doorgaans wordt roséwijn koel of licht gekoeld gedronken. Roséwijn wordt gewoonlijk jong (tot twee jaar oud) gedronken. 
Een bekende wijn/spijs suggestie is Provençaalse roséwijn met een salade niçoise.